# Escuela de Estudios Superiores en Ciencias Sociales
La Escuela de Estudios Superiores en Ciencias Sociales (en francés: École des hautes études en sciences sociales), más conocida como EHESS, es una escuela francesa de posgrado en París. Fue fundada en 1947, pero cuenta con personalidad jurídica propia desde 1975.
Se ocupa de la investigación y de la formación de investigadores de alto nivel en ciencia política, sociología, antropología, arqueología, demografía, derecho, economía, filología, filosofía, geografía, historia, matemáticas y psicología.

## Historia de la EHESS

### De la institución

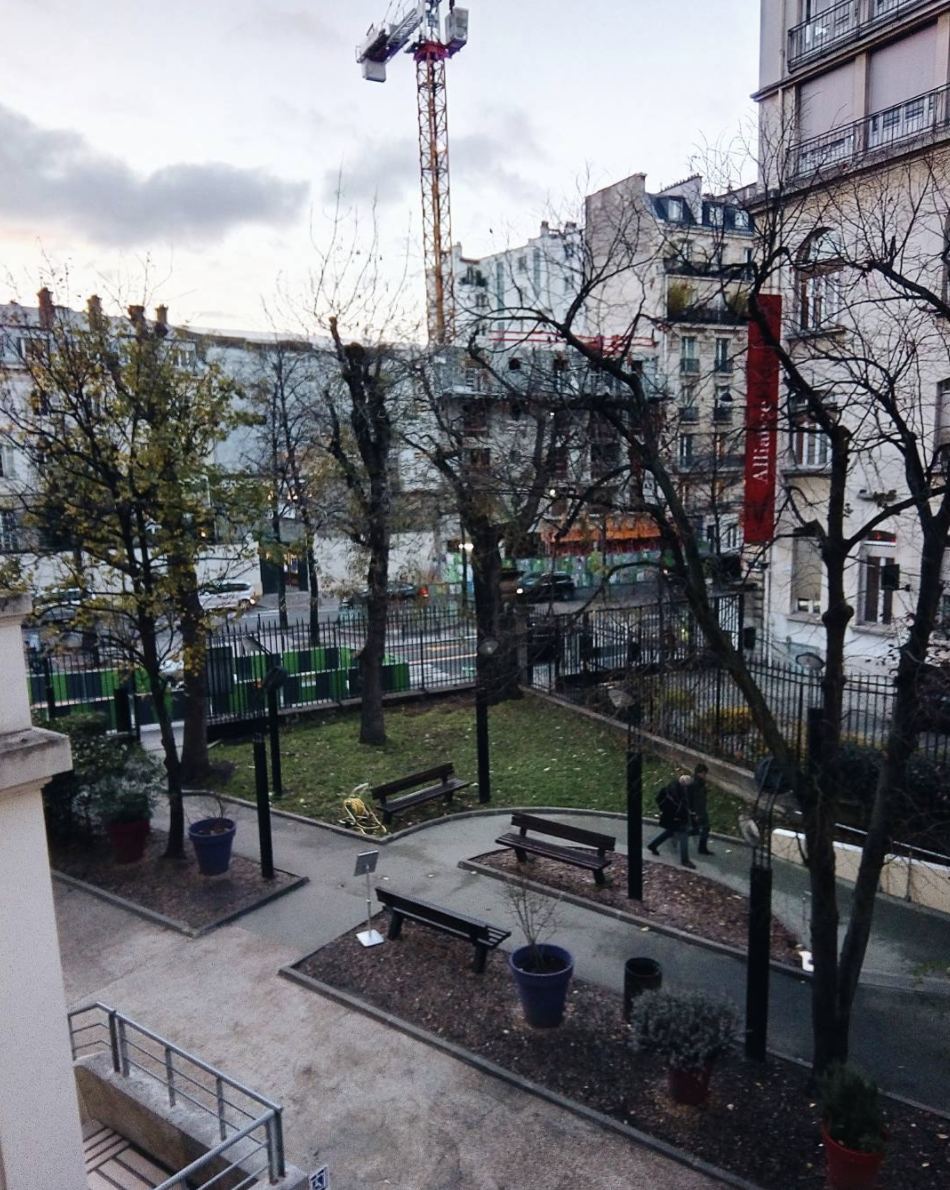
Interior de la EHESS en su edificio en el 105 de Bulevar Raspail, París.

La Sección VI de la École Pratique des Hautes Études (Escuela de Estudios Superiores Aplicados), dedicada a las ciencias sociales, fue creada en plena posguerra mundial como consecuencia del interés de la Fundación Rockefeller en promover un centro de estudios sociales de alto nivel, de enfoque alternativo al marxismo.
El historiador Lucien Febvre fue escogido, en 1947, como primer director la Sección VI (frente a la posibilidad de Georges Gurvitch, gran figura de la sociología de la época). En pocos años, sin embargo, el centro aquilató un enorme prestigio en el área de sociología de la mano de figuras de renombre como François Furet o Fernand Braudel.
Quizás por ello el propio Fernand Braudel terminó sustituyendo a Febvre en la dirección, en 1962. Gracias a un apoyo financiero de la Fundación Ford, Braudel logró reunir los diversos laboratorios de la Sección VI, diseminados por todo el Barrio Latino de París, en la actual sede de la Maison des sciences de l'Homme, ubicada en el Bulevar Raspail, en la parte del paseo Claude-Cahun-Marcel-Moore (Distrito 6), de la capital francesa. 
En 1975, la Sección VI terminó por emanciparse, administrativamente hablando, de la Escuela de Estudios Superiores Aplicados, convirtiéndose desde entonces en la Escuela de Estudios Superiores en Ciencias Sociales. Actualmente, dicha institución alberga multitud de centros de investigación en ciencias sociales. 
En marzo de 2006, la EHESS fue ocupada durante cuatro días por centenares de personas en el marco del movimiento contra el contrato de aprendizaje promovido, en Francia, por el Gobierno de Dominique de Villepin (UMP, derecha gaullista). La dirección de la Escuela apeló entonces a la policía para desalojar a los ocupantes, haciendo hincapié en la gravedad de los destrozos causados durante la okupación. El mencionado suceso demostró, desde algunos puntos de vista, el abismo existente entre los investigadores de la EHESS (que en algunos casos llegaron a tratar el movimiento social, casi exclusivamente, como un objeto de estudio) y los okupas (que demostraron tener un discurso muy desestructurado). Los medios de comunicación tendieron a insistir en los sucesos más anecdóticos obviando por completo la fractura política descrita.

### De las actividades

#### La historia: economías, sociedades y civilizaciones
Lucien Febvre y Fernand Braudel fueron representantes de la École des Annales (Escuela de los Anales), corriente dominante en la historiografía francesa durante el período de entreguerras, pero cuyos planteamientos, ya durante la posguerra mundial, fueron crecientemente puestos en entredicho por el —entonces naciente— estructuralismo. 

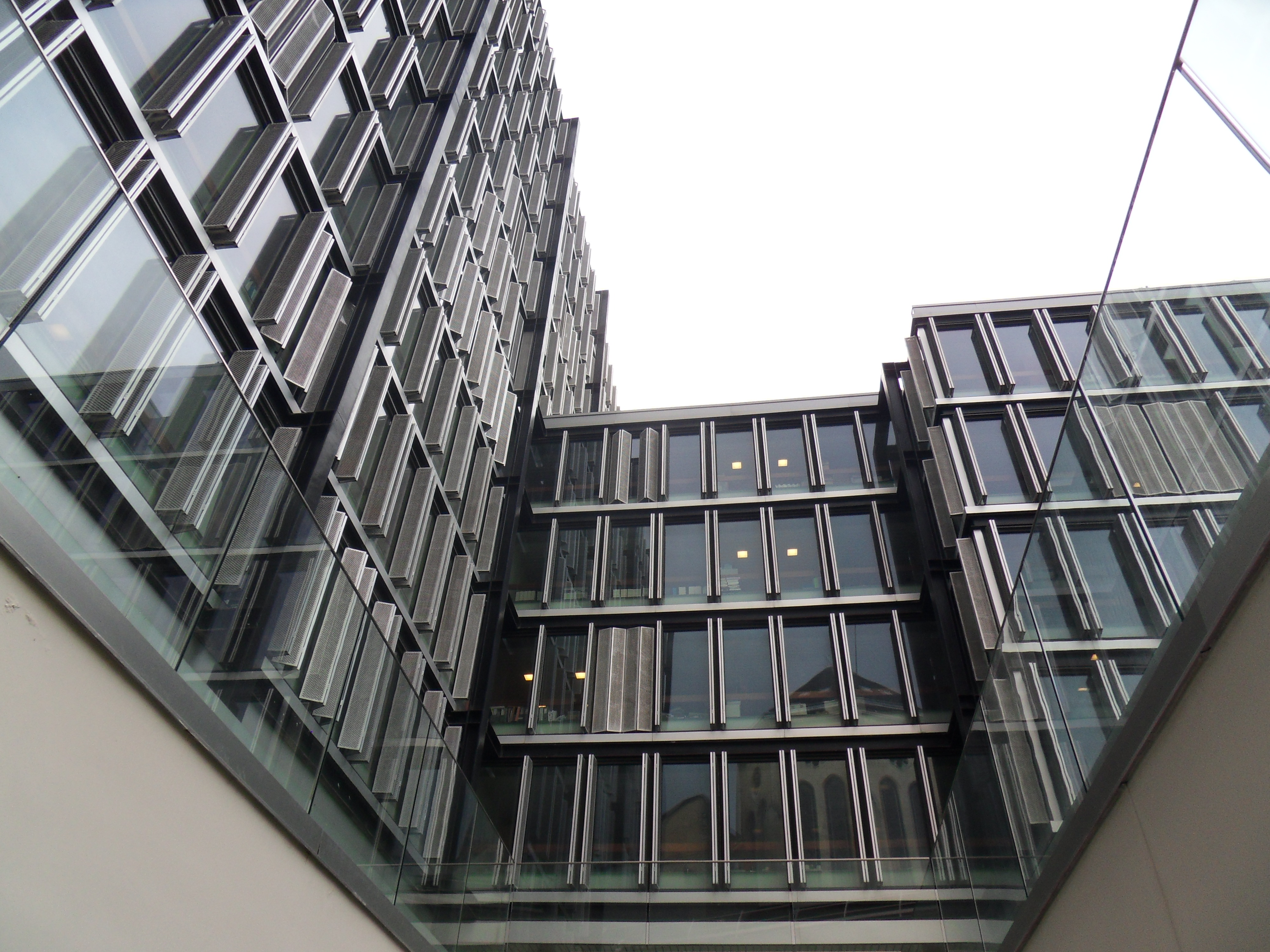
Edificio principal de la EHESS

Como consecuencia de las críticas de personajes como Claude Lévi-Strauss, la historiografía comenzó a integrar, poco a poco, los nuevos aportes (no cronológicos) provenientes de la sociología y la antropología. Al igual que a los estructuralistas, se les terminó reprochando —precisamente en el momento en el que comenzaron a estallar las primeras guerras de emancipación colonial— la negación de la política y de la influencia del ser humano sobre su propio destino.
Los trabajos de Braudel, Le Roy Ladurie y otros historiadores cercanos comenzaron a tener una influencia decisiva en la enseñanza de la historia a partir de la década de los 1960.

#### La Nueva Historia: las mentalidades y el retorno del antropólogo
Mientras que se diversificaban las actividades de la que poco a poco se fue convirtiendo en la institución francesa más prestigiosa en enseñanza e investigación en ciencias sociales, la EHESS comenzó a convertirse —durante la década de los 1970— en centro de irradiación por antonomasia de la —llamada— nueva historia. Entre sus promotores cabe destacar a personajes como Jacques Le Goff o Pierre Nora.
Al mismo tiempo, antropólogos como Georges Balandier o poco después, Marc Augé —herederos de una corriente crítica con la tradición colonial francesa— contribuyeron a crear la sociología moderna de los países de la periferia antes de aplicar el método antropológico al estudio de sus propias sociedades de origen.

## Centros de investigación de la EHESS (2012)

### División Historia
- Centro Alexandre Koyré de historia de la ciencia y de la técnica
- Centro de Antropología Social
- Antropología e Historia de los mundos antiguos
- Centro de investigaciones históricas

- Aproximaciones históricas de los mundos contemporáneos
- Taller François Simiand
- Centro de estudios Bizantinos, neo-helénicos y del sudeste europeo
- Centro de estudios judíos
- Equipo de investigaciones de la historia del mundo rural
- Estudios sociales y políticos de las poblaciones, de la protección social y de la salud
- Grupo de antropología histórica del occidente medieval
- Grupo de arqueología medieval
- Grupo de antropología escolástica
- Grupo de estudios ibéricos
- Grupo de investigaciones interdisciplinarias sobre la historia de lo literario
- Grupo de investigaciones respecto la historia del medio-ambiente
- Grupo de geografía y de historia de los territorios, del medio-ambiente, de los recursos y de la sociedad
- Historia sociopolítica de las élites
- Laboratorio de demografía histórica

### División Sociología, Antropología
- Análisis de la cohesión social: datos, métodos, modelos
- Centro de análisis y de intervención sociológica.
- Centro de historia y de teoría de las artes
- Centro de estudios interdisciplinarios de los hechos religiosos
- Centro de investigación en medicina, ciencia, salud y sociedad
- Centro de investigaciones sobre el arte y el lenguaje

- Imágenes y artes plásticas
- Música
- Representaciones culturales y artísticas: creaciones, transmisión, difusión, transformaciones
- Textos y literaturas
- Valores y preferencias

- Centro de sociología, del trabajo y de las artes
- Centro de sociología europea
- Centro “Maurice Halbwachs”

- Dinámicas y relaciones sociales
- Equipo de investigación sobre las desigualdades sociales
- Encuestas, terrenos, teorías
- Profesiones, redes, organizaciones

- Grupo de investigación “Aprendizaje y Contexto”
- Grupo de sociología política y moral
- Grupo de sociología pragmática y reflexiva
- Instituto de investigación interdisciplinaria sobre los desafíos sociales: Ciencias sociales, política y Salud
- Instituto interdisciplinario de antropología de lo contemporáneo

- Antropología de la escritura
- Centro Edgar Morin
- Laboratorio de antropología de las instituciones y de las organizaciones sociales
- Laboratorio de antropología y de historia de la institución de la cultura
- Laboratorio de antropología urbana
- Laboratorio Interdisciplinario de estudios de la reflexividad - Fondo Yan Thomas (LIER-FYT)

- Instituto Jean-Nicod
- Instituto Marcel Mauss

- Centro de Estudios de los Movimientos Sociales (CEMS)
- Centro de Estudios de las normas jurídicas "Yan Thomas" (CENJ)
- Grupo de Sociología Política y Moral (GSPM)
- Equipo de Lingüística Antropológica y Sociolingüística (LIAS)

- Laboratorio de antropología social
- Laboratorio de ciencias cognitivas y de psicolingüística
- Centro Norbert Elías

### División Áreas Culturales
- Centro de Asia del Sudeste
- Centro de estudios africanos
- Centro de estudios bizantinos neo-helénicos y del sudeste europeo
- Centro de estudios de la India y del Asia del Sur
- Centro de estudios de los mundos Ruso, Caucásico y Centro Europeo
- Centro de estudios turcos, otomanos, balcánicos y centro-asiáticos
- Centro de historia social del islam mediterráneo
- Centro de investigación y de documentación sobre Oceanía
- Centro de investigación sobre América prehispánica
- Centro de investigaciones interdisciplinarias sobre Alemania
- Centro de investigaciones lingüísticas sobre el Asia oriental
- Centro de estudios sobre la China moderna y contemporánea
- Centro de investigaciones sobre la Corea
- Centro de investigaciones sobre el Japón
- Centro de investigaciones sobre el Brasil contemporáneo
- Instituto de estudios del Islam y de las sociedades del mundo musulmán
- Mundos Americanos: sociedades, circulaciones, poderes, siglo X-xx

- Centro de estudios norteamericanos
- Centro de investigaciones sobre el mundo americano: imperios, sociedades, naciones, América Latina y Mediterránea occidental, siglos xv-xx

### División Economía y Métodos Matemáticos
- Centro de análisis y de matemáticas sociales
- Centro de estudios de los modos de industrialización
- Centro internacional de investigación sobre el medio-ambiente y el desarrollo
- Grupo de investigación en economía matemática y cuantitativa)
- Agrupación de investigación en economía cuantitativa de Aix-Marseille
- París-Jourdan Ciencias Económicas
- Instituto de economía pública

### Fuera de División
- Centro para la edición electrónica abierta

## Estudiar en la EHESS
Desde la reforma de Bolonia, la Escuela de Estudios Superiores en Ciencias Sociales solamente acepta a estudiantes de máster y doctorado. Para ser admitido en la institución, todo estudiante debe ser apadrinado por un director de investigación que forme parte de la misma. La EHESS ofrece, asimismo, un curso que permite acceder tanto a los estudios doctorales como a las oposiciones (Certificado de Aptitud para la Enseñanza Secundaria y Agrégation).

## Cifras
- 81 equipos de investigación que agrupan a unas 1400 personas.
- 280 profesores e investigadores para unos 2800 estudiantes, 47% de los cuales son extranjeros.
- 250 profesores invitados cada año.
- 22 doctorados diferentes.
- 200 tesis doctorales defendidas cada año.

## Algunos miembros y exmiembros de la EHESS
- Sylviane Agacinski
- Adriana Alzate Echeverri
- Daniel Arasse
- Eduardo P. Archetti
- Frank Attar
- Marc Augé
- Philippe Ariès
- Georges Balandier
- Emmanuelle Barozet
- Roland Barthes
- Philippe Baumard
- Roberto Blancarte
- Lisa Block de Behar
- Heraclio Bonilla
- François Bourguignon
- Pierre Bourdieu
- Philippe Boutry
- Fernand Braudel
- Jean-Yves Camus
- Monique Canto-Sperber
- Fernando Henrique Cardoso
- Robert Castel
- Manuel Castells
- Cornelius Castoriadis
- René Ceceña Álvarez
- André Célarié
- Sofía Cevallos
- Raymond Chevallier
- Philippe Corcuff
- Jacques Dassié
- Aïssa Dermouche
- Jacques Derrida
- Miguel Olmos Aguilera
- Philippe Descola
- Marcel Détienne
- Alain Desrosières
- Georges Didi-Huberman
- François Dubet
- Nicolas Ellison
- Moisés Espírito Santo
- Arlette Farge
- Didier Fassin
- Marc Ferro
- François Furet
- Françoise Gaspard
- Manuel Antonio Garretón
- Marcel Gauchet
- Gérard Genette
- Maurice Godelier
- Serge Gruzinski
- François Hartog
- Françoise Héritier
- Marie-Angèle Hermitte
- Bruno Jaffré
- Milan Kundera
- Marc Lazar
- Jacques Le Goff
- Frédéric Lenoir
- Emmanuel Le Roy Ladurie
- Maurice Leenhardt
- José Manuel López López
- Sabrina Malek
- Louis Marin
- Jacques Mehler
- Walter Mignolo
- Serge Moscovici
- Sébastien Nadot
- Gérard Noiriel
- Pierre Nora
- Luis Alberto Beto Quevedo
- Ignacio Ramonet
- Philippe Raynaud
- Paulo César Ribeiro Gomes
- Pierre Rosanvallon
- Pierre Rosenstiehl
- Jean-Claude Schmitt
- Dominique Schnapper
- Ricardo Sidicaro
- Alain Soral
- Bernard Stiegler
- Maristella Svampa
- Jean Tirole
- Alain Touraine
- Oscar Traversa
- Pierre Vidal-Naquet
- Eric Vontrat Lino
- Michel Wieviorka